# Софија (руска серија)
Софија (рус. София) је руска историјска ТВ серија-драма Алексеја Андријанова о Софији Палеолог, која је била велика кнегиња Москве у 15. веку. Серију је урадила продукцијска кућа Москино 2016. године, уз покровитељство Министарства културе и Министарства одбране Руске Федерације.
У Србији је емитована на првом каналу Радио телевизији Војводине 2017. године и на првом каналу Радио телевизије Србије 2018. године.

## Резиме
Друга половина 15. века. Византијско царство су освојили Турци-Османлије. Последњи владари Византије, Палеолози, избегли су у Рим.
После смрти прве жене, московски кнез Иван Трећи добија понуду из Рима да се ожени младом византијском принцезом у изгнанству – Зојом Палеолог. У Рим Иван Трећи шаље свог човека од поверења, војводу Хромог, и свог унајмљеног мајстора ковања новца, Италијана, Фреја. Посланици доводе Зоју из Рима у Москву, где при поновљеном крштењу она добија ново име – Софија.
Међутим, пошто је постала велика кнегиња Москве, Софија, Зоја Палеолог, није оправдала очекивања римског папе да прошири утицај Католичке цркве на Русију. Покушаји да се пошаљу изасланици да убеде Софију да следи линију Рима, а касније и да је убију – завршавају се неуспехом.
У серији су приказани најупечатљивији моменти владавине Ивана Трећег: рат са Новгородском републиком, свађа и касније мирење с браћом Борисом Волоцким и Андрејем Великим, избављење из ропства Златне Хорде, као и непријатељство између Софије и Јелене „Чаробнице” – жене старијег Ивановог сина.

## Улоге
| Име глумца           | Улога                                                          |
| -------------------- | -------------------------------------------------------------- |
| Јевгениј Циганов     | Иван Трећи, велики кнез Москве                                 |
| Марија Андрејева     | Софија Палеолог, велика кнегиња Москве                         |
| Надјежда Маркина     | Марија Јарославна, велика кнегиња Москве, мајка Ивана Трећег   |
| Пјотр Зајченко       | Филип Први, митрополит московски и све Русије                  |
| Борис Њевзоров       | Григориј Иванович Мамонов, бољар и служитељ при двору          |
| Џулијано де Капуа    | Иван Фрјазин, мајстор ковања новца, дипломата                  |
| Александар Балујев   | Стефан Трећи Велики, господар Молдавске кнежевине              |
| Семјон Трескунов     | млади Иван Четврти, будући цар све Русије                      |
| Јуриј Назаров        | Макариј, васпитач Ивана Грозног, митрополит                    |
| Јегор Корешков       | Пјотро                                                         |
| Сергеј Пускепалис    | Казимир Четврти, велики кнез Литваније                         |
| Владас Багдонас      | Сикст Шести, папа римски                                       |
| Андреј Барило        | Андреј Палеолог, Софијин брат                                  |
| Матија Збраџа        | Висарион никејски, кардинал                                    |
| Едвард Филипона      | син Карачоло                                                   |
| Лен Блаватник        | италијански изасланик                                          |
| Вадим Елик           | помоћник италијанског изасланика                               |
| Софија Никитчук      | Јелена Чаробница, жена Ивана Младог                            |
| Миријам Сехон        | Лаура, помоћница кнегиње Софије                                |
| Кирил Козаков        | Антонио Бонумбре, папски легат                                 |
| Николај Козак        | Фјодор Давидович Хроми, војвода и бољар                        |
| Иља Иљиних           | Иван Млади, старији син Ивана Трећег, престолонаследник        |
| Алиса Сапегина       | Настењка                                                       |
| Анатолиј Узденскиј   | Фјодор Васиљевич Курицин, посланик, хроничар и благајник двора |
| Сергеј Борисов       | Годиња, старији маченосац великог кнеза                        |
| Иван Колесников      | Јуриј Васиљевич, брат Ивана Трећег                             |
| Сергеј Марин         | Андреј Васиљевич, брат Ивана Трећег                            |
| Иван Вакуленко       | Борис Васиљевич, млађи брат Ивана Трећег                       |
| Константин Тополага  | кнез Данил Холмски, војсковођа                                 |
| Иван Мамонов         | Стерљага                                                       |
| Андреј Јевдокимов    | Сјомка Хвост, маченосац великог кнеза                          |
| Амаду Мамадаков      | Ахмат, хан Велике хорде                                        |
| Лидија Бајрашевскаја | Марфа Борецкаја, новгородска намесница                         |
| Николај Шрајбер      | кнез Василиј Гребјонка, новгородски војсковођа                 |
| Павел Зборшчиков     | кнез Василиј Ноздроватиј, војсковођа                           |
| Борис Токарев        | Аристотел Фјораванти, италијански архитекта                    |
| Максим Радугин       | Серђио                                                         |
| Вилен Бабичев        | Мирон, џелат                                                   |
| Анатолиј Наумов      | кнежевић Василиј Иванович, син Ивана Трећег и Софије           |

## Стварање серије
Пилот назив серије је био „Софија Палеолог”. Снимања су почела у новембру 2014. године и одвијала су се на простору Италије, Чешке и Русије, у московском и псовском кремљу, те у разним областима и градовима Руске федерације. За снимање је била специјално изграђена сценографија московског кремља, која је одговарала његовом историјском изгледу из 15. века (тада он није био уобичајено црвене боје, већ беле). Исто тако је била изграђена и сценографија Успењског сабора. Сцене папског двора снимане су у Прагу, у филмском студију „Барандов”, где је својевремено била изграђена сценографија 15. века за снимање серије „Борџија”. Специјално за филм, реквизитори су обезбедили старинско посуђе и прибор тог времена. Златници за филм су ковани према оригиналним дукатима. За пројекат је било сашивено више од хиљаду костима. Хиљаде Руса посетили су изложбу о настанку овог ТВ пројекта.

### Звучна подлога
Песму „Ја тебје вјерју” (Ја теби верујем), која се налази у завршним шпицама серије, извео је певач Григориј Лепс. Музику за њу је написао Игор Матвијенко, а текст Џахан Полијева. Према речима репортера Олега Пашкина, таквих фолклорних мотива у репертоару Лепса још никад није било.

## Премијера
Серија „Софија” била је једна од главних премијера јесени 2016. године. Премијера је одржана 28. новембра 2016. године на ТВ каналу „Русија 1”. У периоду од 28. новембра до 1. децембра, серија се емитовала у термину од 21:00 до 23:00 (по две епизоде).

## Одзиви

### Критика
Михаил Тјуренков, политиколог и религиозни публициста, главни уредник програма канала „Цариград ТВ”, поделио је своје утиске о серији:
Та чињеница, што је на каналу „Русија” у ударном термину пуштена серија, која говори о једном од кључних догађаја у историји отаџбине, не може да не радује. Уверен сам да епоха изградње централизоване Руске државе-цивилизације, која је наследница хришћанске империје Ромеја (Византије), епоха рађања Трећег Рима, треба да добије највећу покривеност не само у академској литератури, већ и у популарним жанровима. Истовремено, разумевајући неизбежност уметничке фикције, уопштавања и упрошћавања, сматрам за недопустиво масовно реплицирање лажних стереотипа. Нажалост, при гледању првих епизода „Софије”, управо ова идеја ми није изглазила из главе: о обиљу историјских грешака и апсурда ТВ серије можете сачинити не чланак, већ књигу. Ипак ћу, исправности ради, рећи да у Софији нема потпуног извртања руске историје у стилу Фоменко-Носовски, а њен умерено патриотски ентузијазам чак изазива поштовање. Као и наступ глумаца. Појединих. Дакле, изузевши историјска знања, могу препоручити као „приче на тему” ТВ серију, која би могла да заинтересује гледаоце и да их подстакне на даље проучавање тог најзанимљивијег периода историје наше отаџбине.

### Награде
Серија је добила следеће награде:
- Награда АПКиТ[16]

1. за најбољу сценографију
2. за најбољу костимографију
3. за најбољу уметност шминке

- Награда „ТЭФИ” за најбољу реализацију домаће историје[17]
- Награда „Златни орао” за најбољи мини серијал до 10 епизода[18]